# Bathyraja trachouros
Bathyraja trachouros — вид хрящевых рыб рода глубоководных скатов семейства Arhynchobatidae отряда скатообразных. Обитают в умеренных водах северо-западной части Тихого океана. Встречаются на глубине до 800 м. Их крупные, уплощённые грудные плавники образуют округлый диск со треугольным рылом. Максимальная зарегистрированная длина 102 см. Не являются объектом целевого промысла.

## Таксономия
Впервые новый вид был научно описан в 1958 году как Breviraja trachouros. Голотип представляет собой взрослого самца длиной 87,8 см, пойманного у берегов Эримо (41°50′ с. ш. 143°20′ в. д.), Япония,. Видовой эпитет происходит от слов др.-греч. τραχύς — «грубый» и др.-греч. οὐρά — «хвост».

## Ареал
Эти скаты обитают в северо-западной части Тихого океана у в водах Японии (Хоккайдо, Хонсю). Встречаются на глубине от 100 до 800 м.

## Описание
Широкие и плоские грудные плавники этих скатов образуют ромбический диск с широким треугольным рылом и закруглёнными краями. Позади глаз имеются брызгальца. На вентральной стороне диска расположены 5 жаберных щелей, ноздри и рот. На хвосте пролегают латеральные складки. У этих скатов 2 редуцированных спинных плавника и редуцированный хвостовой плавник. Максимальная зарегистрированная длина 102 см.

## Биология
Эмбрионы питаются исключительно желтком. Эти скаты откладывают яйца, заключённые в роговую капсулу с твёрдыми «рожками» на концах. Длина капсулы 10,2—13,2 см, а ширина 7,6—8,6 см. Половая зрелость наступает при достижении длины около 88 см.

## Взаимодействие с человеком
Эти скаты не являются объектом целевого лова, могут попадаться в качестве прилова в ходе промысла трески и морского ерша. Международный союз охраны природы присвоил виду охранный статус «Вызывающий наименьшие опасения».